# 女性学
女性学（じょせいがく、英: women's studies; 仏: études féminines）とは、第二波フェミニズムから生まれた新しい学問領域であり、従来の男性中心主義的な学問の客観性・中立性を問い直し、これまで度外視または過小評価されてきた女性の存在、経験、問題・関心を顕在化、言語化、理論化し、これによって従来の知の体系の脱構築を目指す幅広い学際的研究である。
領域としては社会学、人類学、法学、経済学、地理学、倫理学、文学、歴史学、哲学など従来の人文・社会科学の各領域に個別にまたは分野横断的に関わる学問であり、女性史研究、音楽・アート・映画・メディア等に関するフェミニズム批評、さらにはケアの倫理、エコフェミニズムなど新たな概念が提唱されている。
なお、日本の高群逸枝、フランスのボーヴォワールのような個人による研究成果は女性学が学問領域として確立する以前から発表されている。

## 背景・経緯
女性参政権運動を中心に女性の権利・地位向上、男女同権を目指した第一波フェミニズムに対して、文化・社会に深く根を張る意識や習慣による性差別と闘い、主に性別役割分業の廃絶、性と生殖における自己決定権などを主張したのが第二派フェミニズムである。
一方、1960年代には権威主義的な既成秩序に抗議し、大学改革を求める学生運動（大学紛争）が起こり、この結果、大学教育において教育課程や教育方法が改善され、新たな学問・研究講座が開講されることになった。こうした背景のもと、女性たちは、従来の学問・研究が男性の経験、問題・関心に基づいて構築されたものであること、すなわち、女性の経験等を度外視した男性中心主義的なものであることに気付き、既存の学問領域において女性の経験等に基づく研究を行い、同時にまた、これまで周辺に追いやられ、忘れ去られた女性の歴史、芸術、文学などを発掘・回復する必要があると考えた。したがって、この点では、男性が作り上げてきた伝統的な学問分野において「女性」というテーマを取り上げて研究するだけでは不十分であり ―― この場合、「男性中心の考え方が脅かされることはない」――、男性中心の物の見方そのものを覆し、すべてを女性中心の視点で捉え直し、新たな学問体系する必要があった。
一方、ボーヴォワールは1949年出版の『第二の性』において生物学、文学、精神分析学、人類学、哲学等の研究に基づき、女性の抑圧、他者性を体系的に論じた。これを受け継ぎ、または批判的に読み解き、性差別の構造のさらなる解明を目指すこともまた重要な課題となった。
加えて、1960年代後半から1970年代前半にかけての女性解放運動を白人中産階級の異性愛・既婚女性のみを対象とする運動であると批判した他の人種、階級、性的指向、その他の文化的・社会的立場の女性たちを中心に、対象の拡大や方法論の再検討、これらの要素を取り込んだ理論化が行われている。
女性、女性性、ジェンダー、性差別、その他のマイノリティの問題等を体系的に考察することは、現代社会の分析と理解に不可欠であり、したがって、研究のみならず教育の場でもある大学の教育に女性学を取り入れること（研究者・教員による講座開講から学部・大学院の設置）は、諸制度および社会全体の改革を準備するものであり、政治・社会・文化活動と連携し得るものである。

## 女性学プログラムの創設に向けて

### 女性学の提唱
1934年、アメリカの歴史学者・女性参政権運動家のメアリー・リッター・ビアードが『女性に影響を与える政治経済の変化』と題する著書を発表した。これは56ページに及ぶ女性学講座の詳細なシラバスであり、彼女はこれを大学教育に取り入れるよう働きかけた。結局は採用されずに終わったが、これにより、ビアードは女性学の概念の最初の提唱者とされている。
なお、女性学講座の特殊な例として、画家で哲学・社会学専門のフェミニスト著作家マルグリット・スーレ＝ダルケが社会科学自由学院で1900年から1905年まで教えていたフェミノロジー（女性学または女性科学）を挙げることができる。

### 女性学講座
1969年出版の『膣オーガズムの神話』でアン・コートは女性のセクシュアリティに関するフロイトの諸概念を批判し、1970年にはケイト・ミレットの『性の政治学』、ジャーメイン・グリアの『去勢された女』、シュラミス・ファイアストーンの『性の弁証法』、ロビン・モーガンの『シスターフッドは力である』などのニュー・フェミニズム運動の古典が出版された。こうした運動と並行して、1960年代後半に初めて女性学講座が開講された。
アメリカでは、1966年にニューオーリンズ・フリースクールでキャシー・ケイドとペギー・ドビンズが女性社会学の講座を開講。シカゴ大学ではナオミ・ワイスタインが女性学、バーナード・カレッジではアネット・バクスターが女性史を担当した。
イギリスでは1968年に従来の教育制度・医療制度を批判するC・L・R・ジェームズ、ストークリー・カーマイケル、R・D・レイン、スチュアート・ホール、ジュリエット・ミッチェルらの主導で設立されたアンチ・ユニバーシティ・オブ・ロンドンにおいて精神分析家ジュリエット・ミッチェルが「社会における女性の役割」という講座を担当した。

### 女性学プログラム - アメリカ
研究者個人が開講・担当した講座とは別に、女性学プログラムが初めて公式に開設されたのは1970年のサンディエゴ州立大学においてである。早くから女性の「自己認識の学問」としての女性学の講座開講を求める運動が進められていたアメリカでは、以後1981年までに約3000の大学で3万以上の講座が開講され、1990年代まで600以上の大学で女性学プログラムが開設された。女性学の研究成果は、『サインズ』(1975年創刊)、『フェミニスト・スタディーズ』(1972年創刊)、『ウィメンズ・スタディーズ・インターナショナル・フォーラム』(1978年創刊) などの専門誌に発表され、ヴィラゴ(ロンドン, 1973年創設) やザ・ウィメンズ・プレス (ロンドン, 1978年創設) など女性学専門の出版社も設立された。また、1970年に創設されたフェミニスト・プレスは、主に作家ティリー・オルセンの推薦に基づいて、シャーロット・パーキンス・ギルマン、ゾラ・ニール・ハーストン、レベッカ・ハーディング・デイヴィスなどの女性作家の発掘および作品の再版に取り組み、女性学プログラムの発展に貢献した。

### 女性学センター - フランス
米国のウーマンリブ運動とほぼ同時期に女性解放運動 (MLF) が起こったフランスでも1970年代に入ると大学における女性学センターの開設が相次ぎ、1972年に（現エクス＝マルセイユ大学内）プロヴァンス大学女性学センター (CEFUP) が開設され、1974年に（1968年五月革命の精神を受け継ぎ、新しい学問領域に開かれた大学として設立されたヴァンセンヌ大学の後身）パリ第8大学にエレーヌ・シクスーが女性学センターを開設した。また、1975年にはパリ第7大学にフランスにおける女性史研究の第一人者ミシェル・ペローを中心とした女性学グループ (GEF) が結成され、1976年にリヨン女性学センターが設置された。

### 日本における女性学
日本において「女性学」という訳語を最初に用いたのは、井上輝子の1974年の報告書「アメリカ諸大学の女性学講座」においてである。井上はまた、同年、和光大学で日本における最初の女性学講座「女性社会学特講」を開講し、女性社会学研究会を設立した（1981年閉会）。1980年には『女性学とその周辺』を発表している（勁草書房）。アメリカ文学・アメリカ文化研究の分野から女性学の導入に貢献したのは水田宗子である。彼女は南カリフォルニア大学で教鞭を執る傍ら、地域の複数の大学による女性学プログラム構築プロジェクトに参加し、この経験に基づいて日本女性学会の発足（1979年）に参加し、日本におけるフェミニズム批評を牽引した。1970年代末には日本女性学会のほか、国際女性学会（現国際ジェンダー学会）、女性学研究会、日本女性学研究会などが相次いで設立された。『女性学年報』などのジャーナルや女性学・フェミニズムのコレクションも刊行され、大学においても2000年までに609の大学・短大で2456の女性学関連講座が開講された（国立女性教育会館調査）。
一方、ジェンダー研究等を含む女性学の学位を取得できる大学院は欧米には多数存在するが、日本ではお茶の水女子大学、城西国際大学などに限られており（1996年（平成8年）4月、城西国際大学が日本で最初の女性学専攻の大学院を開設）、「高等教育での社会的ニーズがあるにもかかわらず、ジェンダー研究と教育の担い手は圧倒的に不足しており、本格的な人材養成が必要となっている」。これは、女性学を一つの学問領域として位置づけるか、あるいは他の学問領域における一つの研究方法という位置づけに留まるのかという問題に関わっている。
日本では特に、ジェンダー研究として発展している（外部リンク参照）。
なお、女性学の歴史はフェミニズムの歴史と並行しているため、

## 代表的な研究者・著述家と女性学関連の主著・邦訳
以下は代表的な研究者・著述家のごく一部である。女性学の具体的な研究対象・研究内容を示すために女性学関連の著書を挙げる。なお、各研究者に他に主著がある場合でも女性学関連の著書のみ挙げている。詳細は各項目を参照のこと。
- シモーヌ・ド・ボーヴォワール - 『第二の性』
- 高群逸枝 - 『母系制の研究』、『招婿婚の研究』
- アン・コート - 『膣オーガズムの神話』
- ジャーメイン・グリア - 『去勢された女』
- シュラミス・ファイアストーン - 『性の弁証法』
- ケイト・ミレット - 『性の政治学』
- ベティ・フリーダン - 『新しい女性の創造』
- キャロル・ギリガン - 『もうひとつの声 ― 男女の道徳観のちがいと女性のアイデンティティ』
- グロリア・スタイネム - 『ほんとうの自分を求めて ― 自尊心と愛の革命』

- メアリ・デイリー - 『教会と第二の性』
- キャサリン・マッキノン - 『フェミニズムと表現の自由』
- ティリー・オルセン - 『沈黙』、『母と娘、その特異性』
- カレン・ホーナイ - 『女性の心理』
- マーガレット・ミード - 『男性と女性 ― 移りゆく世界における両性の研究』、『人類学者ルース・ベネディクト ― その肖像と作品』
- ジョン・マネー - 『性の署名 ― 問い直される男と女の意味』
- モニック・ウィティッグ - 『女ゲリラたち』
- クリスティーヌ・デルフィ - 『なにが女性の主要な敵なのか ― ラディカル・唯物論的分析』
- アントワネット・フーク - 『性は二つ ― フェミノロジー論』（未訳）
- エレーヌ・シクスー - 『内部』、『メデューサの笑い』
- リュス・イリガライ - 『ひとつではない女の性』、『差異の文化のために――わたし、あなた、わたしたち』
- エリザベット・バダンテール - 『母性という神話』、歴史書は未訳だが女性学研究において重要なものが多い。
- ミシェル・ペロー - 『歴史の沈黙 ― 語られなかった女たちの記録』、ミシェル・ペロー編『女性史は可能か』、ジョルジュ・デュビィ, ミシェル・ペロー監修『女の歴史』
- ジュリア・クリステヴァ - 『中国の女たち』、『女の時間』、『ハンナ・アーレント ―〈生〉は一つのナラティヴである』、『メラニー・クライン ― 苦痛と創造性の母親殺し』、『ボーヴォワール』

- アドリエンヌ・リッチ - 『嘘、秘密、沈黙』、『血、パン、詩』、『女から生まれる』
- ベル・フックス - 『アメリカ黒人女性とフェミニズム ― ベル・フックスの「私は女ではないの?」』
- サラ・コフマン - 『ニーチェとメタファー』、『女の謎 ― フロイトの女性論』
- ジュディス・バトラー - 『ジェンダー・トラブル ― フェミニズムとアイデンティティの攪乱』

- スーザン・ブラウンミラー - 『レイプ・踏みにじられた意思』
- アンドレア・ドウォーキン - 『インターコース ― 性的行為の政治学』
- 小倉千加子 - 『セックス神話解体新書』、『性役割の心理』、『男流文学論』（共著）
- 岩男寿美子 - 『女性学ことはじめ』（共著）
- 水田宗子 - 『ヒロインからヒーローへ ― 女性の自我と表現』、『フェミニズムの彼方 女性表現の深層』、『女性学との出会い』、『大庭みな子 ― 記憶の文学』
- 上野千鶴子 -  - 『資本制と家事労働 ― マルクス主義フェミニズムの問題構制』、『家父長制と資本制 ― マルクス主義フェミニズムの地平』、『ナショナリズムとジェンダー』、『差異の政治学』
- 江原由美子 - 『装置としての性支配』
- 駒尺喜美 - 『魔女的文学論』、『紫式部のメッセージ』、『吉屋信子 ― 隠れフェミニスト』
- 大日向雅美 - 『母性の研究 ― その形成と変容の過程:伝統的母性観への反証』、『メディアにひそむ母性愛神話』
- 原ひろ子 - 『女性学ことはじめ』ほか共著多数。
- 深江誠子 - 『女と男の経済学 ― 暮らしとエロス』、「戦前の農村女性たち」
- 水田珠枝 - 『女性解放思想史』、『女性論の系譜』
- 三井マリ子
- 渡辺真由子
- 槇村久子 - 『女たちのヨーロッパ』

- 井上輝子 - 『女性学とその周辺』、『女性学への招待 ― 変わる/変わらない女の一生』
- 金井淑子 - 『ポストモダン・フェミニズム』、『フェミニズム問題の転換』、『倫理学とフェミニズム』
- 木本喜美子 - 『ジェンダーと社会 ― 男性史・軍隊・セクシュアリティ』（共編著）
- 勝方＝稲福恵子 - 『アメリカ文学の女性像』（共著）、『ジェンダーとアメリカ文学 ― 人種と歴史の表象』（共著）
- 鄭暎惠 - 『〈民が代〉斉唱 ― アイデンティティ・国民国家・ジェンダー』
- もろさわようこ - 『おんなの戦後史』、『おんな・部落・沖縄』
- 伊藤康子 - 『戦後日本女性史』、『闘う女性の20世紀』、『草の根の女性解放運動史』、『草の根の婦人参政権運動史』
- 加納実紀代 - 『銃後史ノート』、『銃後史ノート戦後篇』、『女がヒロシマを語る』（共著）
- 西川祐子 - 『森の家の巫女 ― 高群逸枝』、『花の妹 ― 岸田俊子伝』、『私語り樋口一葉』、『近代国家と家族モデル』
- 有賀夏紀 - 『アメリカ・フェミニズムの社会史』
- 荻野美穂 - 『「家族計画」への道 ― 近代日本の生殖をめぐる政治』、『ジェンダー化される身体』、『女のからだ ― フェミニズム以後』
- 宮城晴美 - 『なは・女のあしあと』全3巻（那覇女性史前近代編・近代編・戦後編）、『母の遺したもの ― 沖縄・座間味島「集団自決」の新しい証言』
- 坂元ひろ子 - 『中国民族主義の神話 ― 人種・身体・ジェンダー』、『連鎖する中国近代の“知”』
- 竹村和子 - 『愛について ― アイデンティティと欲望の政治学』、『彼女は何を視ているのか ― 映像表象と欲望の深層』

## 男性学との関連
女性学に対して男性性を研究対象とする社会学に男性学がある。スティーヴン・M・ホワイトヘッドやフランク・J・バレットの定義によると、男性学はフェミニズム理論の知識をもとにその一部として形成されてきた分野である。ただ、女性性と男性性という二分法によって個人の多様性や同一性別内での不平等が見逃されてきた側面があるとの指摘もなされている。
男性学の研究者には、『〈男らしさ〉のゆくえ ― 男性文化の文化社会学』(1993年)、『男性学入門』(1996年)、『女性学・男性学 ― ジェンダー論入門』（共著）を著した伊藤公雄がいる。